# Александровская (Волковский сельсовет)
Алекса́ндровская — деревня в Бабаевском районе Вологодской области России.
Входит в состав Санинского сельского поселения (с 1 января 2006 года по 13 апреля 2009 года была центром Волковского сельского поселения), с точки зрения административно-территориального деления — центр Волковского сельсовета.
Расстояние до районного центра Бабаево по автодороге — 43 км, до центра муниципального образования деревни Санинская по прямой — 13 км. Ближайшие населённые пункты — Волкова, Давыдовка, Слатинская.
По переписи 2002 года население — 91 человек (37 мужчин, 54 женщины). Всё население — русские.